# Замёрзшие
«Замёрзшие» (англ. Frozen) — американский психологический триллер 2010 года режиссёра Адама Грина с участием Эммы Белл, Кевина Зегерса и Шона Эшмора.

## Сюжет
Группа молодых людей решает провести выходные на лыжном курорте. Девушка по имени Паркер учится кататься на сноуборде, в чём ей помогают парень Дэн и друг Джо. Компания не желает платить за три билета на подъёмник, и Дэн просит Паркер подкупить служащего, чтобы тот пустил их на подъёмник. Паркер долго колеблется, но ей всё же удаётся уговорить работника. По пути наверх подъёмник вдруг останавливается, но скоро включается снова.
Проведя весь день на спуске, ребята решают прокатиться на подъёмнике в последний раз перед тем, как вернуться домой. Уже темнеет, и курорт закрывается, потому что приближается снежный циклон, однако компания не унывает и надеется на весёлую ночную прогулку. Друзья снова убеждают служащего пустить их на подъёмник в последний раз, напомнив ему о деньгах, которые они ему заплатили; к этому времени на курорте почти никого не осталось. Пока компания едет наверх, работника вызывают в офис к боссу, и его заменяет коллега.
Уходя, служащий говорит своему сменщику, что наверху осталось только трое человек, спускающихся с горы, и после того, как они съедут, подъёмник можно будет выключить. По склону съезжает другая группа из трёх сноубордистов; сменщик решает, что это последние люди, оставшиеся на курорте, и выключает подъёмник.
Молодые люди остаются одни на сиденье подъёмника высоко над землёй. Сначала они громко выражают своё недовольство, ссылаясь на короткое замыкание, но потом раздражение сменяет страх. Наступает ночь, шторм уже близко. Компания начинает мёрзнуть. Через некоторое время по склону поднимается снегоуборочная машина, ещё немного — и водитель увидит ребят, однако в последний момент мужчину отзывают по рации обратно на базу. Дэн, Джо и Паркер бросают в его сторону всё, что попадается под руку, но безрезультатно — водитель их не замечает.
Проходит несколько часов, и Паркер высказывает предположение, что о них просто-напросто забыли. Курорт работает только по выходным, а потому молодым людям придётся дождаться пятницы — дня, когда курорт снова откроется. Паркер роняет вниз свою перчатку, пока курит, и поначалу не придаёт этому особого значения. Джо спрашивает, какой смерти боится каждый из них и боится ли её вообще. Дэн говорит, что боится быть съеденным заживо акулой, а Паркер отвечает, что боится сгореть. Джо же отшучивается, что боится быть переваренным в чьём-либо желудке.
Наступает тягостное молчание. Дэн, заядлый спортсмен и самый сильный из троицы, понимает, что у него нет другого выбора, кроме как спрыгнуть вниз и сходить за помощью, потому что они не выдержат здесь до пятницы и замёрзнут. Он долго решается на прыжок; наконец, он прыгает и неудачно приземляется на твёрдый участок лыжни, ломая обе ноги. Паркер бросает ему свой шарф, чтобы перевязать переломы, но он цепляется за ветвь ели. Тогда Джо скидывает Дэну свой шарф; Дэн кое-как накладывает на ноги жгуты. Поблизости слышится волчий вой, и Дэн начинает паниковать. Джо считает, что по тросу сможет добраться до столба, где прикреплена лестница, и спуститься к Дэну, но не может уцепиться за трос из-за льда. Джо пытается очистить трос ото льда с помощью Паркер. К Дэну подходит волк, но его отпугивает сноуборд, брошенный Паркер сверху. Джо снова старается ухватиться за трос и проходит несколько футов, но ему не хватает сил. Ободрав острым тросом руки до самого мяса, он возвращается назад. Дэна окружают и съедают волки, собравшиеся на запах крови. Джо и Паркер начинают разговор, в котором звучат скрытые обвинения и упрёки — оба винят друг друга в гибели товарища.
На следующее утро Паркер просыпается и видит, что её рука прилипла к поручню, за который она держалась, пока спала. Она с трудом отдирает руку, и её кожа остаётся на поручне; кроме того, девушка сильно обморозила часть лица.
Через несколько часов Джо решает добраться по тросу до столба с лестницей. В это время сиденье Паркер кренится набок, потому что крепление вышло из строя. Джо достигает своей цели, изрезав ладони сквозь перчатки, и спускается вниз. Он хватает сноуборд, за ним бежит пара волков.
Паркер остаётся одна и медленно замерзает. Она понимает, что с Джо что-то случилось и хочет спуститься вниз сама. Болт, на котором держится сиденье, полностью раскручивается и выпадает. Сиденье опускается вниз на несколько метров и останавливается, поддерживаемое лишь стальным тросом, который постепенно начинает рваться, и тогда Паркер отпускает руки и прыгает вниз с безопасной высоты, а сиденье падает следом прямо на её ногу. Паркер ползёт вниз по склону, замечая кровь на снегу. Она наблюдает, как волки поедают то, что осталось от Джо. Один из хищников пристально смотрит на неё, рычит, но не трогает.
Паркер с трудом добирается до главной дороги, безуспешно пытаясь привлечь внимание проезжающего в этот момент автомобиля. Её подбирает водитель очередной машины.

## Премьера
В США — 5 февраля 2010 года. В России — 11 марта 2010 года.

## В ролях
- Эмма Белл — Паркер О’Нил
- Кевин Зегерс — Дэн Уокер
- Шон Эшмор — Джо Линч
- Рилиа Вандербилт — Шэннон
- Эд Акерман — Джэйсон
- Адам Джонсон — Рифкин
- Крис Йорк — Райан
- Педер Мелхьюс — водитель
- Кэйн Ходдер — Коди
- Джон Омохундро — Джеймс
- Джошуа Камерон — сноубордист

## Факты
Фильм был снят в феврале 2009 года в Сноубэйсине, одном из старейших горнолыжных курортов США, основанном в 1939 году недалеко от города Огдена, в штате Юта.
В фильме «Топор 2» (также режиссёра Адама Грина), по телевизору преподобного Зомби можно увидеть Паркер О’Нил, которая в прямом эфире даёт интервью о предъявлении иска горнолыжной компании.

## Призы и награды
2010 — Номинация на премию «Сатурн» в категории «Лучший фильм ужасов».